# 425 Market Street
425 Market Street, voorheen bekend als 1 Metropolitan Life Plaza en 1 Metro Plaza, is een wolkenkrabber in San Francisco, Verenigde Staten. Het gebouw, dat aan 425 Market Street ligt, werd in 1973 opgeleverd.

## Ontwerp
425 Market Street is 159,7 meter hoog en heeft een totale oppervlakte van 102.193 vierkante meter, waarvan circa 82.345 verhuurbaar is. Het bevat 38 bovengrondse en 2 ondergrondse verdiepingen. Het gebouw bevat 21 personenliften en 2 goederenliften. De gevel van de in de Internationale Stijl ontworpen wolkenkrabber bestaat uit geanodiseerd aluminium en getint glas.